# Campylopterus ensipennis
Campylopterus ensipennis là một loài chim trong họ Trochilidae.